# Линокс (Џорџија)
Линокс (енгл. Lenox) град је у америчкој савезној држави Џорџија. По попису становништва из 2010. у њему је живело 873 становника.

## Демографија
Према попису становништва из 2010. у граду је живело 873 становника, што је 16 (1,8%) становника мање него 2000. године.
| Група             | 2000.       | 2010.       |
| Белци             | 518 (58,3%) | 479 (54,9%) |
| Афроамериканци    | 338 (38,0%) | 314 (36,0%) |
| Азијати           | 0 (0,0%)    | 8 (0,9%)    |
| Хиспаноамериканци | 25 (2,8%)   | 56 (6,4%)   |
| Укупно            | 889         | 873         |